# محافظة اجتماعية

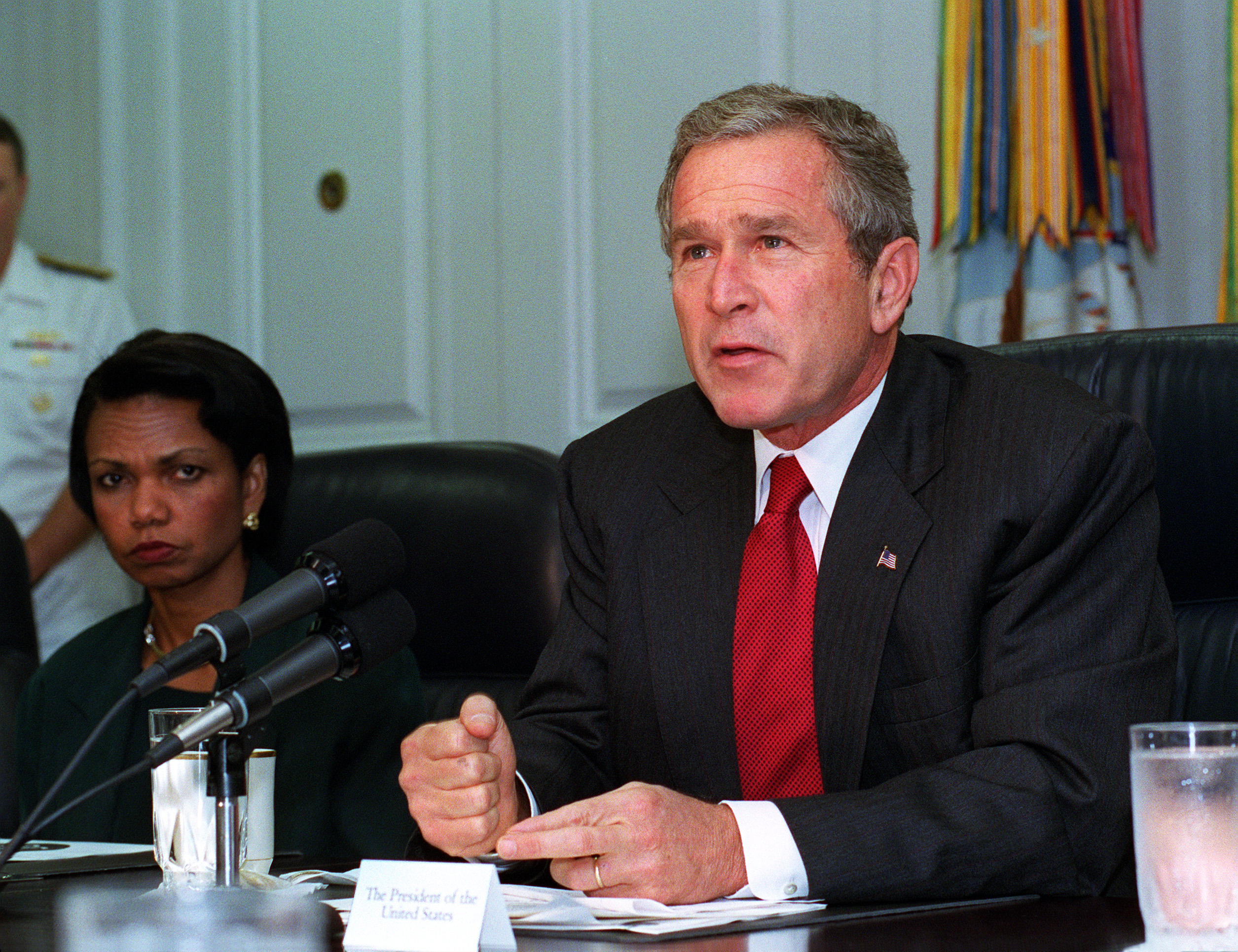

المحافظة الاجتماعية هي الاعتقاد بأن المجتمع مبني على شبكة هشة من العلاقات التي تحتاج إلى دعم من خلال الواجب والقيم التقليدية والمؤسسات الراسخة. ويمكن أن يشمل ذلك القضايا الأخلاقية. ويتشكك المحافظون الاجتماعيون عموماً في التغيير الاجتماعي، ويؤمنون بالحفاظ على الوضع الراهن فيما يتصل بقضايا اجتماعية مثل الحياة الأسرية، والعلاقات الجنسية، والوطنية.
تشمل المحافظة الاجتماعية مجموعة من ما يمكن اعتباره مواقف برجوازية حول القضايا الاجتماعية. وتطورت كرد فعل لما اعتبر اتجاهات خطيرة داخل الحركات الليبرالية نحو التطرف السياسي والرفض الشامل «للقيم الغربية». في أمريكا الشمالية، منذ منتصف إلى أواخر القرن العشرين، نشأت المحافظة الاجتماعية كرد فعل للإجراءات الاتحادية بشأن القضايا الاجتماعية – مثل حرية الدين، وتخفيف العقوبات الجنائية، وحرية الضمير والإجهاض – التي ينظر إليها الأعضاء على أنها تهديد للقيم المحافظة والنظام المجتمعي. كما يقدر المحافظون الاجتماعيون حقوق المؤسسات الدينية في المشاركة في المجال العام، وبالتالي دعم التكيُّف، ومعارضة إلحاد الدولة.